# Nana Tanimura
Nana Tanimura (谷村奈南), est une chanteuse japonaise, née le 10 septembre 1987 à Osaka, au Japon. Elle a un style pop/rock. Et débute avec son premier single major Again, en 2007, sous le label avex Trax.